# 白泥湖乡
白泥湖乡，中华人民共和国湖南省岳阳市湘阴县下属的一个乡，位于湘阴县中北部，湘江东岸。

## 建制沿革
- 1965年，灭螺围垦，设白泥湖公社（曾一度更名北湖公社）；
- 1984年，改置白泥湖乡。

## 行政区划
白泥湖乡下辖14个行政村、1个园艺场、1个渔场。
- 楠竹村、杨家山村、横潭村、夹河村、许家台村、钟家台村、唐杨套村、哑港村、箭毛嘴村、马头山村、大冲村、里湖村、港口村、长湖村
- 园艺场、白泥湖渔场